# Крейн, Леонид Александрович
Леонид Александрович Крейн (31 января 1935 года, Евпатория — 26 июня 1995 года, Евпатория) — советский писатель и сценарист. Член Союза писателей СССР.

## Биография
Родился в еврейской семье в городе Евпатория КрАССР. Отец Крейна был парикмахером, он погиб на фронте.
Учился в Ленинградском нахимовском училище, окончил Высшее военно-морское училище подводного плавания и факультет журналистики МГУ. Служил штурманом на подводных лодках Северного флота ВМФ СССР. Работал в газете Северного Флота «На страже Заполярья». В 1963—1987 годах в газете сотрудничали будущие известные российские литераторы В. Сафонов, В. Матвеев, С. Панкратов, Н. Рубцов, Б. Романов.
Скончался от онкологического заболевания. Похоронен в Евпатории.

## Творчество
Автор ряда повестей, нескольких киносценариев и пьес на морскую тематику, спектакли по которым были поставлены театрами Мурманска, Москвы, Владивостока. Спектакль по пьесе «Торопись успеть» был отмечен серебряной медалью им. А. Д. Попова. Кинофильм студии «Ленфильм» «Правда лейтенанта Климова» (1981) по сценарию Крейна удостоена серебряной медали им. А. И. Довженко.
Книги:
- Диплом Цезаря Попова. — Мурманск, 1966;
- Торопись успеть. — Мурманск, 1970,1988;
- Дуга Большого круга. — Мурманск, 1980.

## Память
- В Североморске 31 января 1996 года в память Л. А. Крейна установлена мемориальная доска на доме № 16 по ул. Душенова, где он прожил около девятнадцати лет, а его имя с 2016 года носит Североморская центральная городская библиотека[1].